# Sarah Kubitschek

Sarah Kubitschek, 1956. Archivo Nacional del Brasil.

Sarah Luísa Lemos Kubitschek de Oliveira (Belo Horizonte, 1909 — Brasília, 4 de febrero de 1996) fue primera dama de Brasil de 1956 a 1961. Por Minas Gerais, fue primera dama de la capital, Belo Horizonte, entre 1940 y 1945, y del estado de 1951 a 1955.
Fue esposa del presidente Juscelino Kubitschek, con quien tuvo dos hijas, Márcia Kubitschek y Maria Estela Kubitschek.
Junto a Darci Vargas y Ruth Cardoso, fue una de las primeras damas más activas del país, dedicada a numerosas obras sociales.